# Muirchertach MacLochlainn
Muirchertach MacLochlainn (en irlandès Muirechertach mac Lochlainn) va ser rei de Cenél nEógain, part de l'actual comtat de Tyrone, a l'illa d'Irlanda. El 1156 va succeir a Turlough O'Connor com Gran rei d'Irlanda, fins a la seva defunció el 1166.
Mac Lochlainn va sobreviure a un intent de destronament per part de Ruaidrí Ua Conchobair el 1159. Tanmateix, no va superar l'acció conjunta dels Cenél Conaill i dels Ulaid. El 1166, i davant la seva amoïnada situació, va signar una treva amb els seus veïns, per la que va jurar solemnement renunciar a atropellaments i males accions davant de l'arquebisbe d'Armagh i davant molts d'altres notables, pel que va prendre ostatges per reforçar la seva posició.
Al cap de poc, un dels ostatges de l'acord, Eochaid mac Con Ulad Mac Duinn Sléibe, rei de l'Ulster, va ser encegat sense motius aparents, per la qual cosa els seus aliats van abandonar immediatament Muirchertach, que es va trobar reduït a un grapat de seguidors. Va ser assassinat al costat de 16 dels seus més propers al·legats i la seva mort es va atribuir a la venjança de sant Patrici.
Mac Lochlainn consistia en el principal suport i aliat de Diarmait Mac Murchada, rei de Uí Ceinnselaig a Leinster, al costat del que lliuraven una batalla comuna contra Ruaidrí Ua Conchobair i el seu aliat Tighearnán Ua Ruairc, príncep de Regne de Breifne. La mort de MacLochlainn va desequilibrar la balança a favor d'O'Connor-O'Rourke, i MacMurrough es va veure obligat a fugir a Gal·les a la recerca de reforços, precipitant la posterior Invasió normanda d'Irlanda.